# 散騎常侍
散騎常侍，中國、朝鮮古代官名。

## 歷史沿革
漢代置有散騎，屬於皇帝侍從，又有中常侍，二者性質相同。魏文帝時將散騎和中常侍合併，職務是規諫皇帝過失。晉武帝以員外散騎常侍二人與散騎常侍，稱為“通直散騎常侍”，《晉書·任愷傳》：「愷少有識量，尚魏明帝女，累遷中書侍郎、員外散騎常侍。」唐太宗以散骑常侍为散官，不久廢除。後又復置。高宗显庆二年（657年），分左右散骑常侍，分属门下、中书二省。
高麗王朝時期有散騎常侍，穆宗時有左右散骑常侍，文宗定員左右散骑常侍各一人，品秩為正三品，忠烈王二十四年把左右散骑常侍改為左右常侍，至恭愍王五年又恢復，但到十一年又改為左右常侍，至十八年恢復，二十一年又改為左右常侍。